# OpenMosix

Логотип OpenMosix

Перемещения данных в кластере openMosix.

openMosix — расширение (патч) ядра Linux, позволявшее создать единый кластер. Превращает сеть обычных персональных компьютеров в суперкомпьютер для Linux-приложений. Представляет собой полнофункциональную кластерную среду с единой операционной системой (SSI), автоматически распараллеливающую задачи между однородными узлами. Это позволяет осуществлять миграцию процессов (не потоков) между машинами — узлами сети.
Кластер ведёт себя подобно SMP-машине (за исключением любых видов разделяемой памяти). При этом возможно наращивание до тысяч узлов, которые тоже могут быть SMP-машинами. Добавление новых узлов возможно параллельно работе кластера, добавленные ресурсы будут задействованы автоматически. openMosix также предоставляет оптимизированную файловую систему (oMFS) для HPC-приложений, которая, в отличие от NFS, поддерживает кэширование, отметки о времени и ссылки.
openMosix — это проект, являющийся продолжением проекта MOSIX, но под свободной лицензией GNU GPL. Последние релизы MOSIX стали проприетарными в конце 2001 года, а проект openMosix стартовал 10 февраля 2002. Инициатор проекта — Moshe Bar.
На данный момент OpenMosix работает с ядрами версий 2.4 и 2.6 архитектуры x86. OpenMosix портирован на Intel Itanium™ IA-64. Ведутся работы по портированию на 64-разрядную архитектуру AMD64 Opteron™.
OpenMosix поставляется с набором утилит для администрирования кластера. Для этого имеется также удобное GUI-приложение openMosixview Архивная копия от 21 мая 2007 на Wayback Machine.
Дополнительные приложения разработанные сообществом openMosix можно найти на странице Подборка пользовательских дополнений Архивная копия от 6 июня 2007 на Wayback Machine. Все они распространяются по лицензии GNU GPL.
openMosix был официально закрыт 1 марта 2008 года, исходный код заморожен на Sourceforge.

## Live CD
OpenMosix включён в следующие Live-CD дистрибутивы Linux
- dyne:bolic Архивная копия от 10 июля 2009 на Wayback Machine — мультимедиа дистрибутив, нередко использующийся для построения кластеров
- clusterKnoppix
- Quantian Архивная копия от 9 июня 2007 на Wayback Machine — научный дистрибутив на базе clusterKnoppix.
- PlumpOS Архивная копия от 2 июня 2007 на Wayback Machine
- CHAOS Архивная копия от 18 июля 2006 на Wayback Machine — очень маленький (около 6 Mбайт) загрузочный CD
- mediainlinux — мультимедиа дистрибутив на базе Knoppix